# Naval Station Norfolk

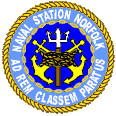
Vapen tillhörande Naval Station Norfolk

Naval Station Norfolk (även fortkortat till NS Norfolk) vid Hampton Roads och mynningen till Chesapeake Bay i Norfolk i delstaten Virginia är en amerikansk militärbas tillhörande USA:s flotta med både flyg och sjöstridskrafter. Värdförbandet är Navy Region Mid-Atlantic. Vid basen finns United States Fleet Forces Command (tidigare benämnd som USA:s atlantflotta) och som tillhandahåller förband med örlogsfartyg och flyg att kunna sändas till  i Atlanten, Medelhavet och Indiska oceanen.
NS Norfolk, ibland även kallad Norfolk Navy Base, har funnits på platsen sedan 1917 och tar numera upp cirka 6 kilometer av kustremsan och har sammanlagt 11 kilometer brygg- och varvlängd. Det är världens största flottbas och är hemmahamn för 75 fartyg och 134 flygplan. Hamnmyndigheten kontrollerar över 3.100 ankomster till hamnen per år.
Över 100.000 flygoperationer genomförs årligen, över 150.000 passagerare och 264.000 ton brev och last transporteras in och ut från basen varje år. Basen är en hubb för flottans logistik till Europa och Karibien.

## Fartyg som hör hemma på NAS (i urval)
| - USS Dwight D. Eisenhower (CVN-69) - USS George Washington (CVN-73) - USS John C. Stennis (CVN-74) - USS Harry S. Truman (CVN-75) - USS George H.W. Bush (CVN-77) - USS Gerald R. Ford (CVN-78) - USS Leyte Gulf (CG-55) - USS San Jacinto (CG-56) - USS Normandy (CG-60) - USS Monterey (CG-61) - USS Gettysburg (CG-64) - USS Hue City (CG-66) - USS Anzio (CG-68) - USS Vicksburg (CG-69) - USS Vella Gulf (CG-72) | - USS Kearsarge (LHD-3) - USS Bataan (LHD-5) - USS San Antonio (LPD-17) - USS Mesa Verde (LPD-19) - USS New York (LPD-21) - USS Arlington (LPD-24) - USS Helena (SSN-725) - USS Newport News (SSN-750) - USS Pasadena (SSN-752) - USS Albany (SSN-753) - USS Boise (SSN-764) - USS New Hampshire (SSN-778) - USS John Warner (SSN-785) - USS Washington (SSN-787) |  |